# Totální instituce
Pojem totální instituce je sociologický termín, který do sociologie zavedl Erving Goffman. Označují se jím formy institucí, v nichž jsou všechny stránky života sociálního aktéra podřízeny a řízeny pravidly platnými v těchto institucích. Jedinci tu jsou po dlouhou dobu izolováni, jejich individualita je potlačena a jejich životy jsou řízeny vedením těchto organizací. Podle Ritzera koncept totální instituce obsahuje klíčové ideje strukturálního funkcionalismu a prací Talcotta Parsonse a Amitaie Etzioniho (Ritzer 2005: str. 844).

## Totální instituce u Goffmana
Podle Goffmana jsou totální instituce podtypem obecnějšího pojmu „sociální instituce“, které definuje jako pokoje, byty, budovy nebo podniky, v nichž je pravidelně vykonávána určitá činnost. Mohou se umisťovat na určitých škálách, podle své dostupnosti, zaměření, cílů, toho, co v sobě zahrnují, apod. Totální instituce jsou extrémním případem „všezahrnujících“ institucí, neboť se pro své chovance skrze omezení možnosti jejich styku s vnějším světem stávají všezahrnujícími, obsahujícími celý jejich svět, tedy totálními. Instituce, jako jsou škola nebo laboratoř, zabírají svým účastníkům jen určitou část života a dne, zatímco v totálních institucích, jako jsou např. vězení, armádní kasárna, ústavy pro choromyslné nebo uzavřená oddělení nemocnic, tráví jejich obyvatelé veškerý svůj čas.

### Charakteristiky totálních institucí
Goffman netvrdí, že všechny totální instituce jsou stejné. Přesto se vyznačují několika společnými rysy. Totální instituce podle Goffmana vykazuje tyto znaky:
- Všechny aspekty života všech členů se odehrávají na stejném místě a podléhají stejné autoritě.
- Každá fáze denních aktivit členů se odehrává v bezprostřední společnosti velkého množství dalších jedinců, s nimiž je se všemi zacházeno stejně a je od nich vyžadováno, aby společně vykonávali stejné věci.
- Všechny fáze dne jsou dopředu naplánovány, na každou aktivitu přímo navazuje další v konkrétním stanoveném čase, pořadí aktivit je určeno shora formálními pravidly a představiteli instituce.
- Vynucované aktivity jsou shrnuty do uceleného, racionálního plánu, údajně sestaveného za účelem splnění oficiálního poslání instituce.
- Bariéry oddělující různé sféry života, jako je spánek, hra, práce, jsou v totální instituci odstraněny. Všechny tyto aktivity se odehrávají zde.
- Existuje nepřekročitelná bariéra mezi zaměstnanci instituce a chovanci (pacienty atd.), mezi těmito skupinami neexistuje mobilita, za výjimečných okolností se může zaměstnanec stát chovancem.
- Zaměstnanci mají o chovancích více informací, než naopak.
- Totální povaha institucí je symbolizována bariérami, které brání setkávání s vnějším světem a znemožňují odchod. Bariéry často nabývají i konkrétních hmotných forem (zamčené dveře, vysoké zdi, ostnatý drát atd.).

## Svět chovance

### Procedury umrtvení před-institucionální identity
Členem totální instituce, nebo „pacientem“, se člověk nestane ihned poté, co je do totální instituce včleněn. V totální instituci je personálem postupně pokořována a odstraňována identita svobodného člověka. Stává to v procesech, v nichž je umrtveno jeho dřívější já a je postupně „nahrazeno“ novým já, já pacienta. K umrtvení starého já dochází skrze pokořující praktiky, které když zafungují, jedinec přijímá identitu chovance:
1. Znevýznamňování sociálních rolí mimo instituci. Nezáleží na tom, co byl současný chovanec před svým vstupem do instituce. Dříve mohl být profesorem, v instituci je ale důležité, jestli správně dojedl snídani.
2. Odcizení sociálních rolí. V dřívějším životě byl jedinec schopen si plánovat svůj čas tak, že byl schopen odehrát více sociálních rolí, které si navzájem nepřekážely, to ale v totální instituci není možné už proto, že je chovanec nepřetržitě a na neurčito ve společnosti svých druhů – chovanců, plánování hraní rolí je tím narušeno.
3. Přijímací rozhovory. Nově internovaný chovanec musí personálu sdělit vše, co personál uzná za vhodné, všechna jeho osobní data jsou personálu přístupná. Naopak, o personálu se dozví pouze to, co mu personál uzná za vhodné sdělit.
4. Programování a omezení identity. Přijímací procedury jako je koupání, prohledávání, sdělování pravidel slouží k formování jedince do objektu, kterým je možné „nakrmit administrativní mašinerii“, což vede k odstranění většiny dřívějších opor sebeidentifikace.
5. Odebrání osobního image. V totální instituci je chovanec obvykle zbaven všeho, co si do ní přinesl (případně i ostříhán), včetně věcí, s nimiž je spjata jeho sebeidentifikace, včetně nástrojů k udržování vlastního image, jako jsou kosmetika a oděv. Zbaven těchto zdrojů, nedovede dále sobě ani druhým prezentovat žádoucí obraz sebe sama.
6. Ponižující a degradující pozice. Chovanec je obvykle fotografován v pozicích, které si nevybírá, jsou určovány pravidly instituce a jejími cíli. Potřeba žádat o vše nestandardizované (cigarety, potřeba jít na záchod v jiném než stanoveném čase, potřeba telefonovat) a očekávání prokazované úcty ze strany personálu nutí chovance zaujímat podbízivé a nedůstojné tělesné a verbální pózy. Chovanec je rovněž vystaven ponižujícímu oslovování, poukazování na jeho špatné vlastnosti, posmívání a musí na ně adekvátně reagovat. Důsledkem zaujímání ponížené pózy a vystavení ponižujícímu chování je přijetí postoje nekonzistentního s dřívějším svobodným já.
7. Testy poslušnosti. Na drobných situacích se zjišťuje, jestli chovanec přijal identitu přisouzenou mu institucí. Pokud ne (např. vezme si jídlo na pokoj, ačkoli je to zakázáno), je trestán. Protože správný chovanec si na pokoj jídlo nebere a identita chovance není v souladu s identitou dřívější, je tresty v důsledku narušována vůle udržet si původní předinstitucionální identitu.
8. Vnucený osobní kontakt. Smísením lidí různých sociálních statusů dochází ke kontaminaci osobního statusu, jedinci není umožněno udržovat si odstup či nadřazenost pomocí individuálního úsudku a plánování. Podobně působí také vnucené osobní prohlídky, při nichž je chovanec svlékán.
9. Používání ústavních pomůcek, oblečení a způsobů. Pomůcky a oděvy mohou být diferencované, ale vždy jsou ústavní a vyznačují chovance od personálu. V instituci je také obvyklé užívat konkrétního způsobu oslovování, případně konkrétních způsobů „jak se co dělá“ – např. jíst jídlo pouze lžící (souvisí se zaujímáním ponižujících pozic).

### Adaptační reakce chovance
Chovanec na umrtvující techniky pochopitelně reaguje. Goffman rozeznává několik ideálních typů adaptačních reakcí:
1. Situační ústup. Jedinec se stáhne do sebe, vykonává minimální aktivitu a snaží se na sebe nijak neupozorňovat. To mu umožňuje vskrytu si uchovat svou původní identitu.
2. Neústupná linie. Jedinec se uchýlí k rebelii, odmítá dodržovat institucionální pravidla, bojuje proti ztrátě své identity.
3. Kolonizace. Tato adaptační reakce spočívá ve smíření se se situací a snahou vydobýt si v rámci instituce určitá privilegia a skuliny v systému. Ve věznicích se například vždy vyskytuje někdo, kdo spoluvězňům dovede obstarat něco nestandardního, ale jeho vlastní identity chovance jej to nezbavuje.
4. Konverze. Jedinec převezme institucionální identitu chovance, snaží se tuto roli hrát co nejlépe, identitu internalizuje.

## Svět personálu
Personál je definován jako někdo, kdo má jediný cíl, stejně jako instituce, a to je pomoc chovancům. Personál má ale i osobní cíle, k jejichž dosažení jsou chovanci prostředkem. Vězni mohou být například prostředkem k výdělku ředitele věznice, který je za úplatu nasadí na nějakou práci, chovanci psychiatrické kliniky musí být zkoumáni, aby klinika dostávala granty. Personál volí mezi nemorálním zpředmětněním chovanců a respektováním jejich důstojnosti – pokud ale pacienti psychiatrie odmítají spolupracovat a vězni odmítají pracovat, nějak se situace musí vyřešit.

### Praktiky ke snižování napětí
Mezi personálem a chovanci vzniká pochopitelně napětí, které je pro personál žádoucí nějakým způsobem co nejvíce snižovat. Takto je rituálně či ceremoniálně používáno dočasné odstoupení personálu od své role, kdy dochází k dočasnému stírání demarkační linie mezi chovanci a personálem. Ke snižování napětí může sloužit divadelní představení, které odehrají pacienti psychiatrie pro personál, vánoční večírek, na němž hraje kapela složená z vězňů, či sportovní utkání mezi vězni a dozorci.

## Kariéra pacienta
V důsledku procedur umrtvujících dřívější identitu dochází k postupnému organizovanému sledu změn chovancovy identity, jeho sebenahlížení a sebeúcty. Tento proces Goffman dělí na prepacientskou, pacientskou a postpacientskou fázi. V prepacientské fázi je člověk nejprve identifikován (ať už sebou samým, nebo zvnějšku) jako někdo, kdo „se chová divně“. Ve své pochybnosti o vlastní normalitě si získává další osobu, důvěrníka, kterému se se svým problémem svěřuje. Společně navštíví experta, kde ale jedinec postupně zjišťuje, že s ním na jedné straně a s jeho důvěrníkem na druhé straně je ze strany experta zacházeno odlišně. Expert – lékař postupně vytlačuje důvěrníka a z normálního jedince vzniká vyšetřovaný a ošetřovaný pacient, důvěrník ze vztahu mizí, nastává pacientská fáze pacientovy kariéry.
V procesu kariéry pacienta zařazeného do totální instituce podle Goffmana nejde o dozor nad pacientem, ale o změnu jeho identity – čím více vzdoruje, tím více je zařazován do skupinových terapií či podrobován dalším procedurám. Postupně musí přiznat, že nezvládá život v normální společnosti, ale že musí mít zvláštní péči. Jak postupuje změna identity, dochází k postupné redefinici celého životního příběhu (například záchvaty vzteku v dětství jsou vysvětlovány ve vztahu k současné „divnosti“) a jakmile jedinec vnímá nikoli jen současnost, ale celý svůj dosavadní život jako související s pacientstvím, je přeměna jedince v pacienta dokončena. Pokud nějaká okolnost není v souladu s novou identitou (například když měl v dětství dobré známky), je novému pacientovi/vězni/chovanci tato okolnost do nové identity zasazena a lékařem/dozorcem/personálem vysvětlena. S tím, jak ze vztahu k dříve normálnímu člověku odchází důvěrník, odchází i původní identita.
O způsobech průběhu „kariéry pacienta“ nebo také „morální kariéry“ mluví Goffman také ve své knize Stigma.

## Koncept totální instituce u dalších autorů
Přestože explicitně se k totálním institucím vyjadřuje jako první Goffman, není jediným autorem, který se tematikou chovanců, nápravných či léčebných zařízení, trestání a odstrašování zabýval. Vzniku trestání jako sociální instituce, jeho formám a závislosti na stavu společnosti a její poptávce po lidské práci se již v roce 1939 věnovali němečtí marxisté Georg Rusche a Otto Kirchheimer. První velkou studií vězeňství provedl sociolog Donald Clemmer, který popsal proces „prisonizace“, podobný Goffmanově umrtvení. Michel Foucault se v podobné době jako Goffman zabývá tematikou zařízení pro duševně choré a věznic, ve svém díle Surveiller et punir (1975) diskutuje mimo jiné kontrolu duší a těl občanů moderní západní společnosti a nápravný účel trestání (Magill 1995, str. 1039). Věnuje se zde např. i Panoptikonu Jeremyho Benthama, který může být považován za ideální případ Goffmanovy totální instituce. Mezi další významné autory, věnující se tematice totálních institucí, se řadí teoretici interpretativní sociologie a teorie nálepkování (např. Howard Becker) či etnometodologie (např. Harold Garfinkel). Ze současných českých autorů se institucím v obecnější rovině věnuje např. Jiří Kabele.
U dalších autorů se lze setkat se snahami o použití konceptu totální instituce, jež se ale značně vzdaluje jeho definici – např. slum, kolonialismus či etnicitu není možné považovat za totální instituci v Goffmanově pojetí.

## Kritika Goffmanova konceptu
Totální instituce, jak je ve své práci pojímal Goffman, existovaly v sociálním vakuu, bez sociálního konfliktu a bez vztahu k aktuální ideologii nebo dogmatu. Nezabýval se historickým vývojem totálních institucí Západu během přechodu k modernitě, jako to učinil Michel Foucault. Goffman se nevěnoval otázce politické ideologie a moci v širší společnosti, v níž byly konkrétní totální instituce umístěny. Nacistické koncentrační tábory jsou příkladem toho, jak totalitní režimy zneužívaly totálních institucí k útlaku, rasové očistě a zločinům proti lidskosti. Platnost konceptu je také možné podmínit geograficky, např. v prostředí Indie, kde pracovní a soukromý život často spadají pod jedinou autoritu velké rodiny, případně pro život v Ášramu s jeho jasnými pravidly a vymezeností vůči okolnímu světu a přesto s určitou podobou rodinným vztahům může působit matoucím dojmem. Dále byla Goffmanovi vytýkána také nejednoznačnost základních pojmů a definic, vedoucí ke snaze aplikovat koncept totálních institucí na situace, na něž aplikovat nejde. V neposlední řadě byla také hledána a nacházena schopnost aktivního aktérství v situacích, kde Goffmanův model předpokládá naprostou bezmoc a podřízenost, z čehož je možné vyvozovat, že totální instituce nemusí být nutně zcela represivní, ale umožňuje existenci jak pasivní tak aktivní rekonstrukce vlastního já.